# 葉竹節蟲科
葉竹節蟲科（學名：Phylliidae）主要以俗稱為葉䗛、葉蟲、樹葉蟲一類的昆蟲所組成，主要居住在熱帶雨林，啃食樹葉，以能擬態成樹葉的能力稱著。牠們主要分布於中國南部、東南亞各國、大洋洲等都有他們的成員，台灣在野外雖然沒有牠們的分布，但是因為牠們極具特色的出眾外觀，不管在動物園或是寵物店都有機會看到牠們。野外的野生個體通常棲息於樹上，高度可以高達數十公尺以上。
早期的人類對於葉䗛也是充滿了好奇，像是文藝復興時期的歐洲探險家，安東尼奧·皮加費塔（Antonio Pigafetta），在與麥哲倫一同航行時，在菲律賓的巴拉巴克（Balabac）見到葉䗛時相當驚訝，覺得怎麼會有這麼像葉子的生物。他描述葉䗛像是短一點的桑葉，並且長著腳，碰觸的時候會逃跑。這可能是最早對葉䗛的文字描述。依據地點，當時他所見到的有可能是甘通山葉䗛（Phyllium gantungense）。

## 食性
葉䗛可以接受許多不同種類的植物。在野外除了有發現在桃金孃科的植物上外，也有像是托貝洛葉䗛（Phyllium tobeloense）會以大戟科血桐屬的植物為食，新加坡的克里隱葉䗛（Cryptophyllium chrisangi）則是以黃槿（Hibiscus tiliaceus）為食，澳洲的蒙氏舞葉䗛（Walaphyllium monteithi）會以澳洲赤楠（Syzygium smithii）為食。人工飼養上，大多以桃金孃科的芭樂、蓮霧，漆樹科的芒果，殼斗科的青剛櫟、橡樹等，薔薇科的覆盆莓、黑莓，甚至是北美白珠樹（Gaultheria shallon）牠們也會採食。

## 生活史

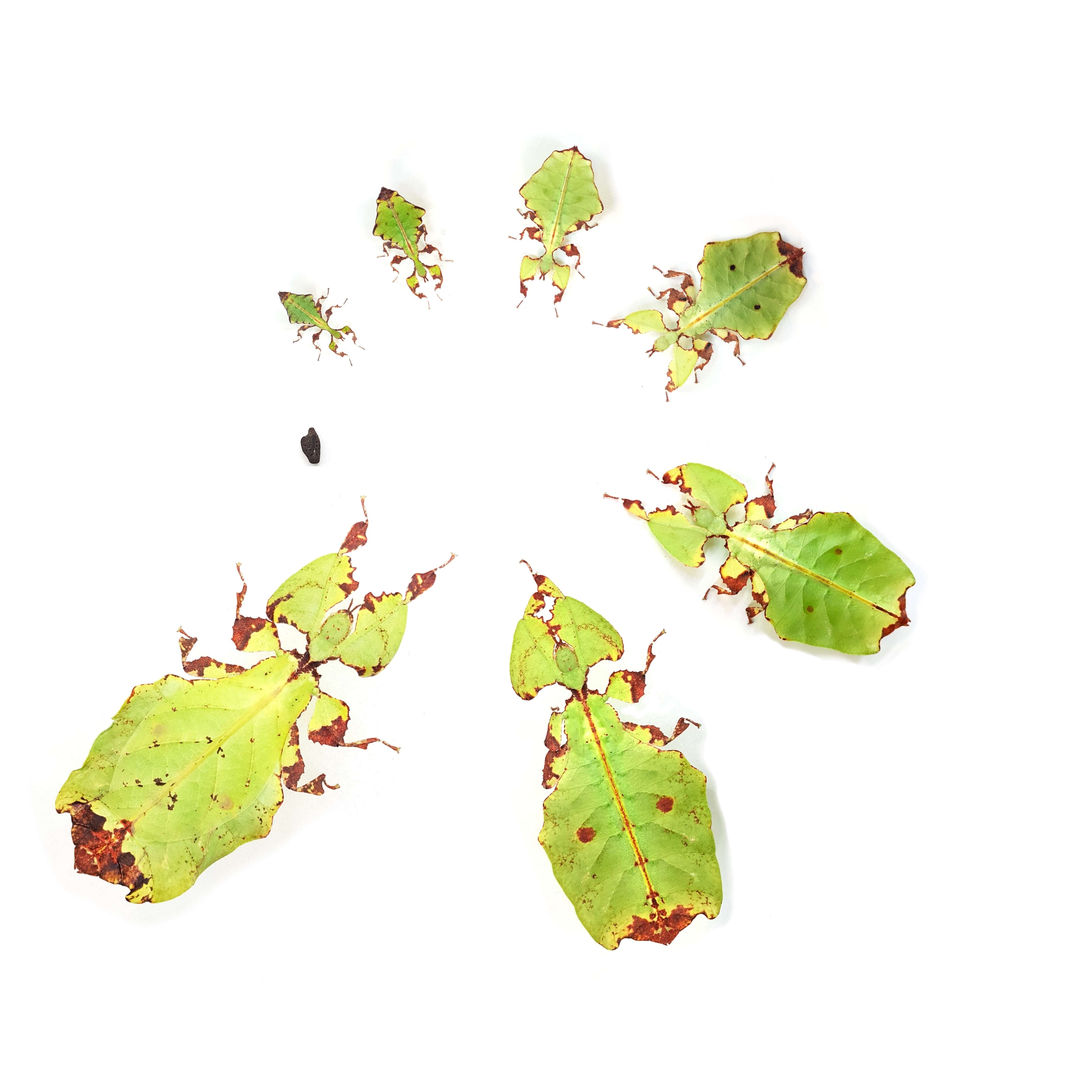
巨人葉䗛的生活史，從卵到成蟲一共有七個齡期

### 成長
葉䗛是不完全變態的昆蟲，主要分成卵、若蟲、成蟲等三個階段，透過脫皮長大。通常若蟲依照性別而有不同的齡期，以巨人葉䗛（Pulchriphyllium giganteum）來說，雌蟲有七齡，雄蟲為六齡。也因為牠們不需要經過蛹期，慢慢長大的各齡期若蟲沒有太劇烈的外觀變化，但隨著每一次的脫皮，都可以觀察到有些許的改變。葉䗛脫皮前，牠們會抓緊樹枝或樹葉，並且不再進食。停止進食的時間長短隨著不同的齡期而有不同，通常在後面的齡期可能會長達幾天不吃東西。
- YouTube上的巨人葉䗛(Pulchriphyllium giganteum)脫皮影片

脫皮時，蟲體會從背面的胸部與頭部的裂口處脫出，寬大的腹部會向後反捲，以便順利通過較為狹小的胸部脫出。蟲體在脫出後會倒吊，以腹部末端附著於皮上，待足部硬化後，再翻起脫出腹部末端。若為最後一次脫皮，則還會有個展翅的過程。蟲體的體液沿著翅脈注入翅膀中，將翅膀緩慢的推展開來。脫皮的整個過程可能會花上超過一個小時，當蟲體整個都硬化之後，便會開始將脫下的皮吃掉，回收一些資源。

### 交配

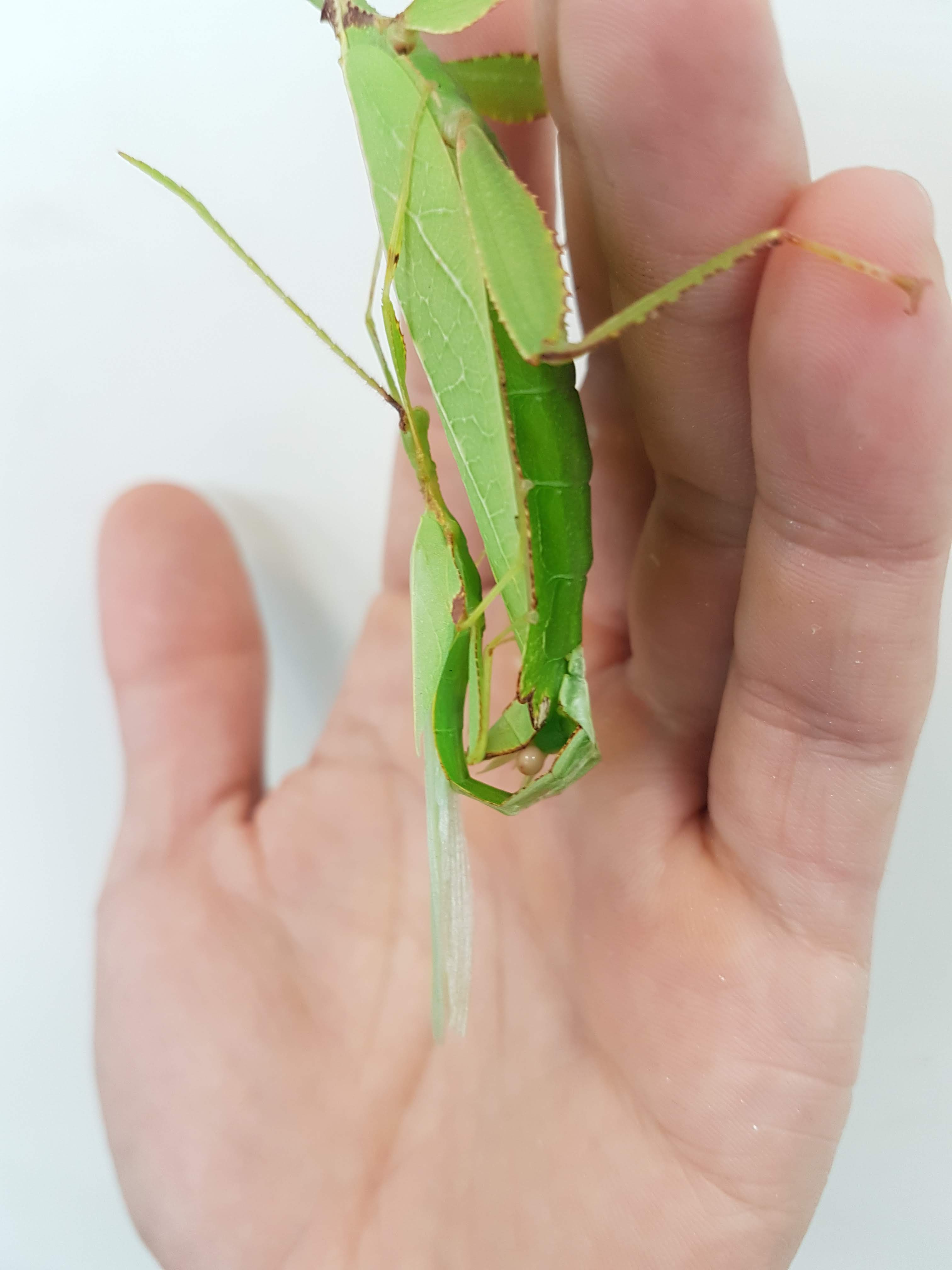
菲律賓葉䗛的米白色球狀精莢

當雄蟲找到雌蟲後，便會開始進行交配。交配時，雄蟲停於雌蟲背側，並將腹部朝向雌蟲腹部左側延伸，使用腹部末端的類似把握器的部分，向後彎折固定在雌蟲腹節末端，然後再繞一圈或是從雌蟲的腹面繞過後再爬回背側，完成整個交配的姿勢，接著再進行生殖器的結合。雄蟲會將精莢給予雌蟲，精莢通常略呈白色球狀。
- YouTube上的蒙氏舞葉脩(Walaphyllium monteithi)交配影片

如同大多數的竹節蟲目昆蟲一樣，葉䗛也具有孤雌生殖的能力。儘管孤雌生殖在野外並非主要的生殖方式，但在一些狀況下，尤其是人工飼養的族群，在沒有雄蟲可以交配的情況下，雌蟲還是可以透過這個方式來延續子嗣。

### 產卵
依照不同的種類，通常葉䗛在成蟲之後的一個月到一個半月後會開始產卵，產卵的方式是先將卵產出後，卡在生殖突（gonapophyses）上，接著再將卵快速的拋出，這種產卵方式可以將卵散落在更寬廣的範圍。

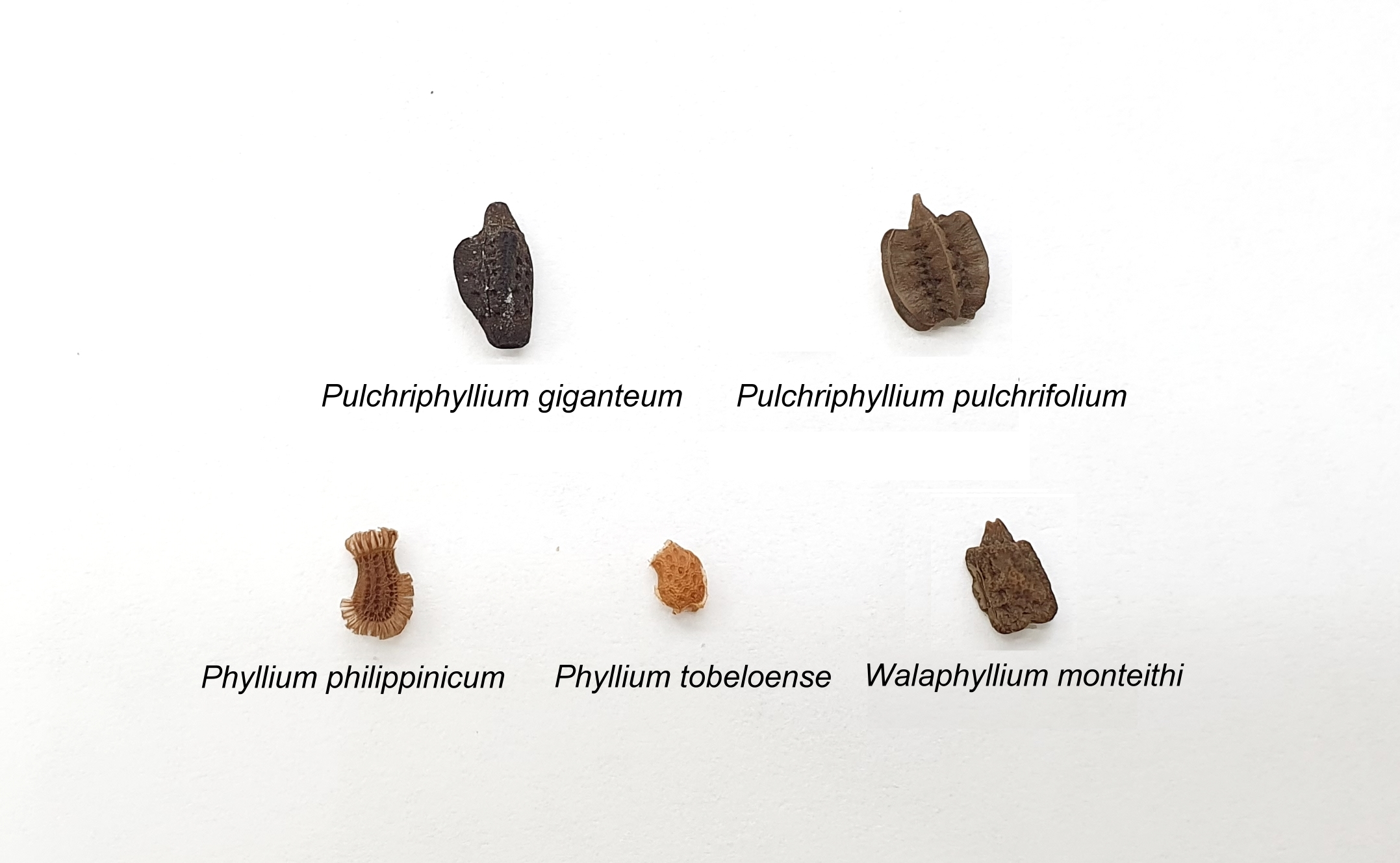
各種葉䗛的卵

- 各種葉䗛的卵YouTube上的巨人葉䗛(Pulchriphyllium giganteum)彈卵的影片
- YouTube上各種不同葉䗛的彈卵影片 （页面存档备份，存于）

每種葉䗛依照不同的種類，會有不同形狀的卵。通常親緣關係越相近的種類，卵的形狀就會越相似。

### 孵化
不同種類的葉䗛，卵期也有所不同，以巨人葉䗛來說大約是半年至一年左右。孵化時，若蟲會以背部推開卵的口蓋，將柔軟的身體慢慢的推擠出來。
- YouTube上的巨人葉䗛(Pulchriphyllium giganteum)孵化影片

待身體已經硬化成型之後，若蟲便會開始活動。此時的若蟲依照不同的種類而有不同的顏色，但大體呈現為接近土壤顏色的大地色系。一些像是麗葉䗛屬(Pulchriphyllium)的若蟲，因為腹部較為寬大，所以孵化後還會有腹部延展的過程。
- YouTube上的巨人、爪哇葉䗛(綺麗葉䗛) 新孵若蟲的腹部延展縮時影片 （页面存档备份，存于）

新孵出的若蟲非常的活潑，有往高處攀爬的傾向，並且會到處些微的啃食葉片或是喝水。待牠們找到適合的葉片之後，就會比較安定下來，比較不那麼活潑，並且顏色也會隨著時間慢慢的轉綠。

## 性別差異

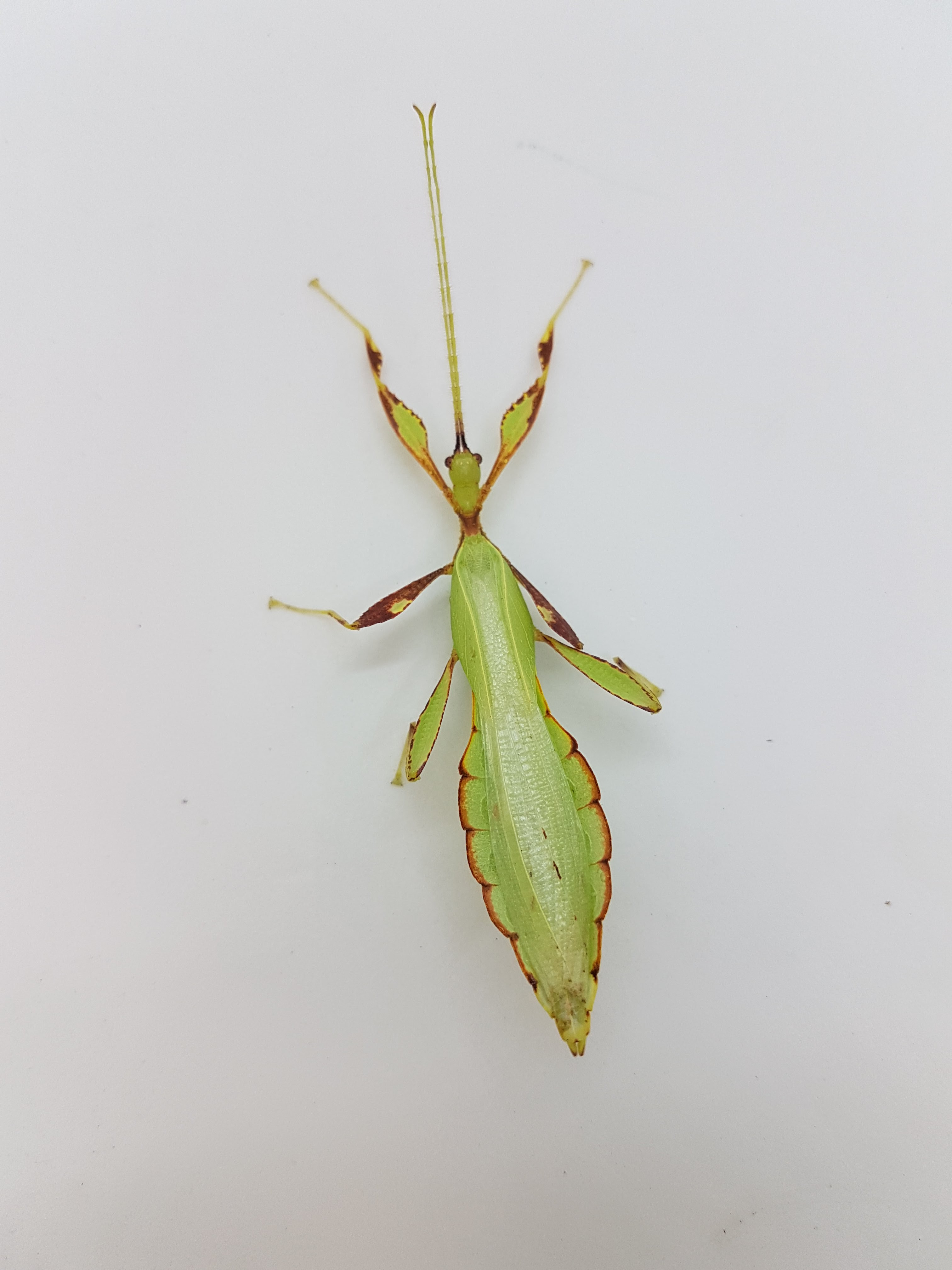
菲律賓葉䗛（Phyllium philippinicum）的雄蟲，有著長觸角與可飛行的後翅摺疊在背側

儘管小齡期的若蟲在性別上差異較小，但成蟲之後，雌蟲與雄蟲在體型上就具有明顯的差異，也因此葉䗛是雌雄二性型的昆蟲。通常雌蟲的觸角很短，具有寬闊扁平的腹部，前翅像是樹葉一般，並且覆蓋著腹部，後翅不是退化就是變成迷你的小翅膀，因此不具有飛行的能力。雄成蟲則具有發達的長觸角，腹部雖然也呈現扁平狀，但是較小不如雌蟲寬闊，後翅發達有飛行能力。在葉䗛的產地，如果利誘燈光誘集昆蟲，具有飛行能力的雄蟲就可能被吸引過來。而雌蟲因為沒有飛行能力，因此無法用燈光誘集。

## 百年謎團的破解
因為雄蟲與雌蟲的外觀差異頗大，研究者在命名時又可能只有採集到單一的性別，所以一些種類的雄蟲或雌蟲的型態研究者們只能用猜測的。一百多年以來倭葉䗛屬（Nanophyllium）的成員都只有採集到雄蟲，但在2020年終於知道牠們的雌蟲型態是如何。研究團隊從採集來，當時還以為是葉䗛屬（Phyllium）的Nanophyllium asekiense 的雌蟲收集而來的卵，成功養大了一批子代，而很幸運的是那隻雌蟲是在野外交配過的，所以子代裡面有雄蟲。而研究者驚訝的發現，其雄蟲竟然是倭葉䗛屬的物種，因此讓研究者發現其實一直都把屬於倭葉䗛屬的雌蟲分類到葉䗛屬裡面去，也解開了這個百年的懸案。

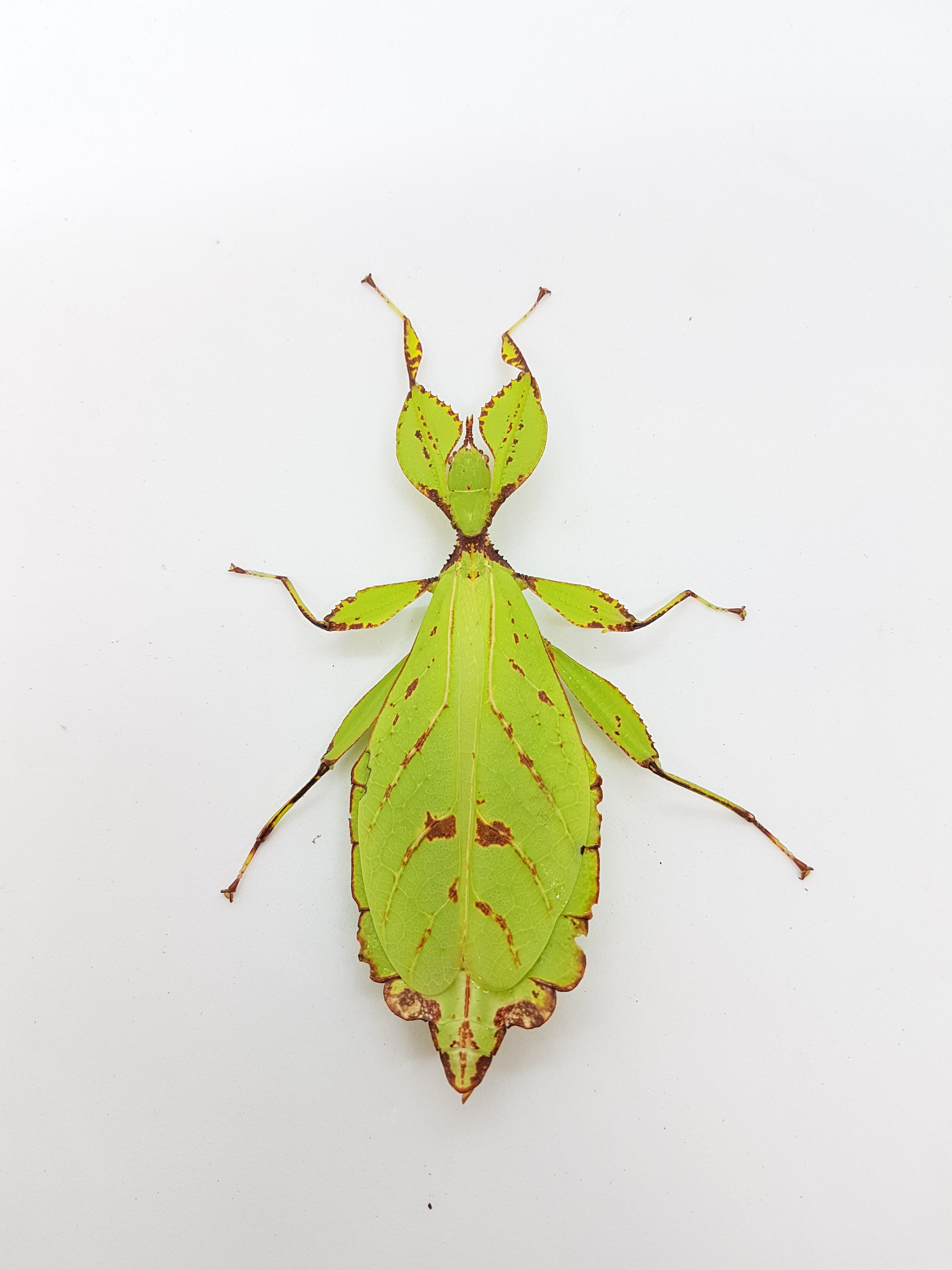
菲律賓葉䗛（Phyllium philippinicum）的雌蟲，具有寬大的腹部以及大片的前翅蓋在腹部上。

## 防禦機制
有研究指出，韋氏隱葉䗛（Cryptophyllium westwoodii）在受到騷擾時，會從前胸腺（prothoracic gland）噴灑出吡嗪（Pyrazine）類的化合物。通常一般飼養的情況下可能不太會注意到，但某些人可能可以會聞到一些特別的味道，對人類沒有太大的刺激性。而也有人在飼養菲律賓葉䗛（Phyllium philippinicum）的過程中觀察到類似的情況。而也有些人指出，某些葉䗛種類會利用觸角發出聲音，但這與防禦是否相關，目前有相關領域的專家還在研究中。

## 分類
葉䗛科屬於葉䗛總科，目前現生的葉竹節蟲科昆蟲依據 Phasmida Species File主要分成兩族，2021年透過分子生物學以及生物地理學等證據，又將葉䗛屬中的三個亞屬，麗葉䗛亞屬 Phyllium (Pulchriphyllium)、舞葉䗛亞屬 Phyllium (Walaphyllium)、飾葉䗛亞屬 Phyllium (Comptaphyllium)提升為屬，從鎧葉䗛屬(Chitoniscus)裡面再分出悄步葉䗛屬(Trolicaphyllium)新屬。2022年基於型態跟分子生物上的理由，他們將麗葉䗛屬(Pulchriphyllium)裡面比較不一樣的種類移出成立兩個新屬步葉䗛屬(Rakaphyllium)及待月葉䗛屬(Vaabonbonphyllium)，並且從倭葉䗛屬(Nanophyllium)裡面也獨立出一個新屬無瑕葉䗛屬(Acentetaphyllium)。因此目前現生種類共有13個屬，已描述的種類有107種，並且還有一些種類尚未被描述。

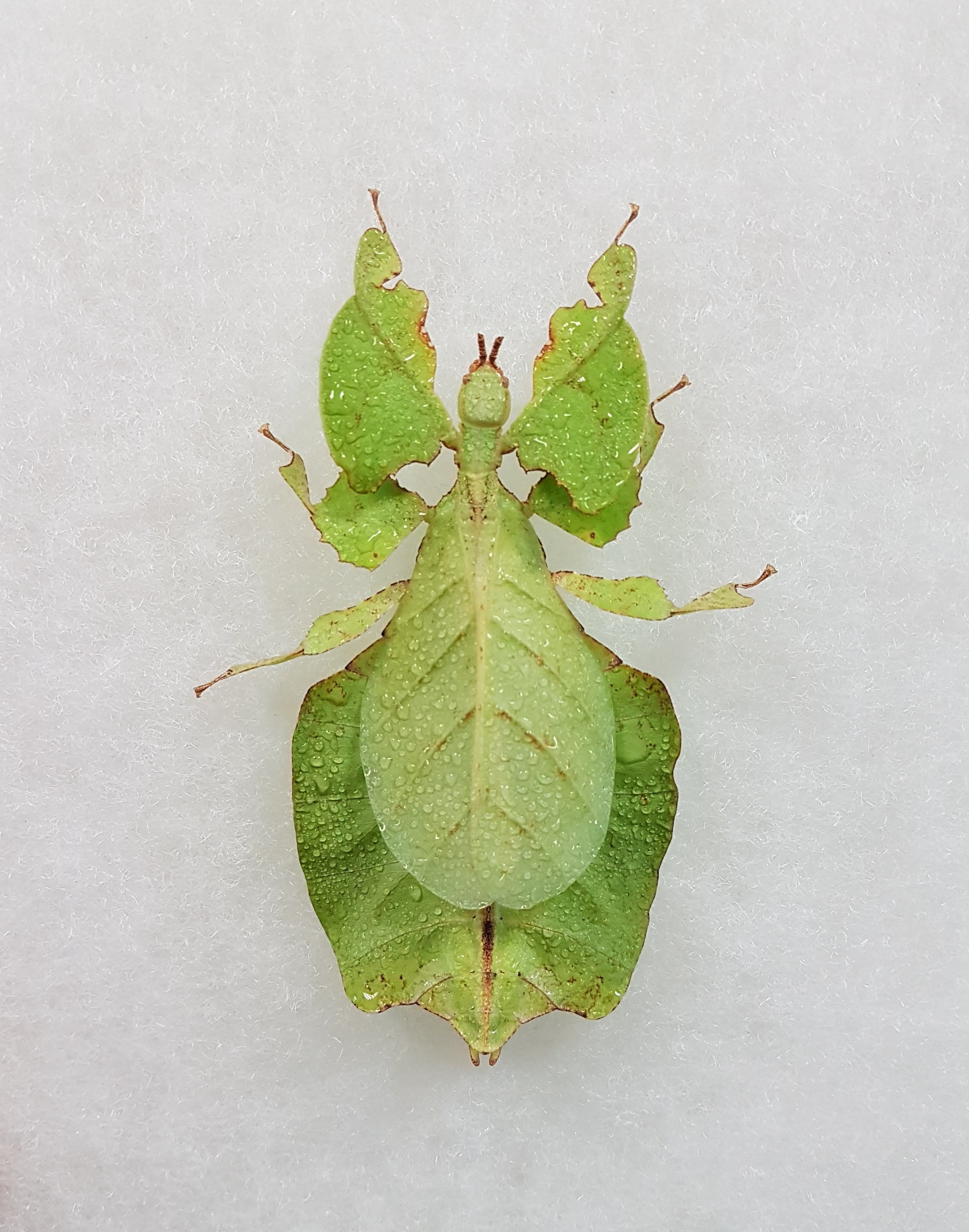
麗葉䗛屬的綺麗葉䗛（Pulchriphyllium pulchrifolium）的雌成蟲

### 倭葉䗛族 Nanophylliini
Zompro & Grösser, 2003
- 倭葉䗛屬 Nanophyllium Redtenbacher, 1906
  - Nanophyllium adisi Zompro & Grösser, 2003
  - Nanophyllium asekiensis (Grösser, 2002)
  - Nanophyllium australianum Cumming, Le Tirant & Teemsma, 2018
  - Nanophyllium chitoniscoides (Grösser, 1992)
  - Nanophyllium daphne Cumming, Le Tirant, Teemsma, Hennemann, Willemse & Büscher, 2020
  - Nanophyllium frondosum (Redtenbacher, 1906)
  - Nanophyllium hasenpuschi Brock & Grösser, 2008
  - Nanophyllium keyicum (Karny, 1914)
  - Nanophyllium larssoni Cumming, 2017[9]
  - Nanophyllium pygmaeum Redtenbacher, 1906
  - Nanophyllium rentzi Brock & Grösser, 2008
  - Nanophyllium suzukii (Grösser, 2008)
- 無瑕葉䗛屬 Acentetaphyllium Royce T. Cumming & Stéphane Le Tirant, 2022[10]

### 葉䗛族 Phylliini
Brunner von Wattenwyl, 1893

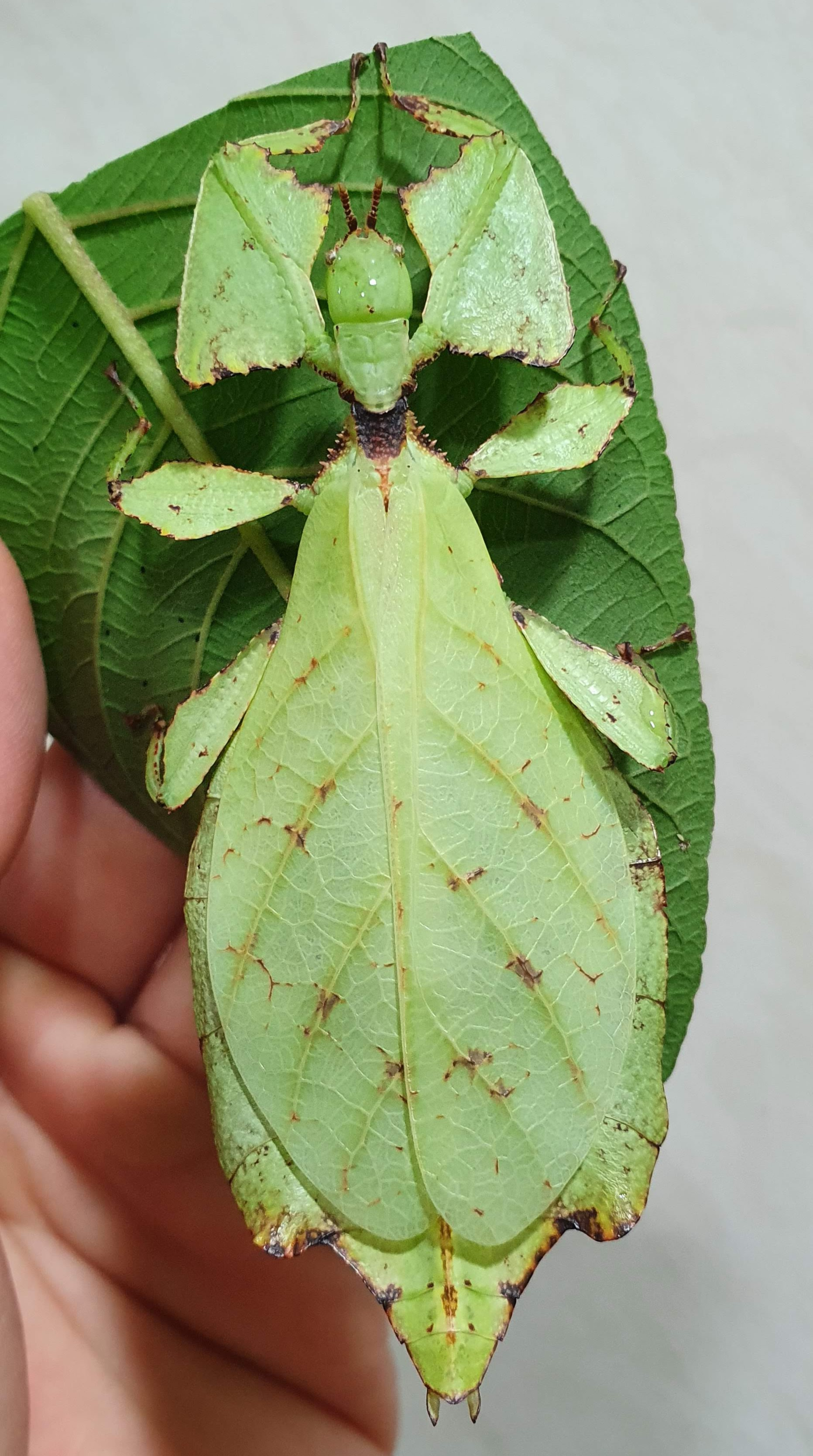
隱葉䗛屬的藏隱葉䗛（Cryptophyllium tibetense）雌蟲

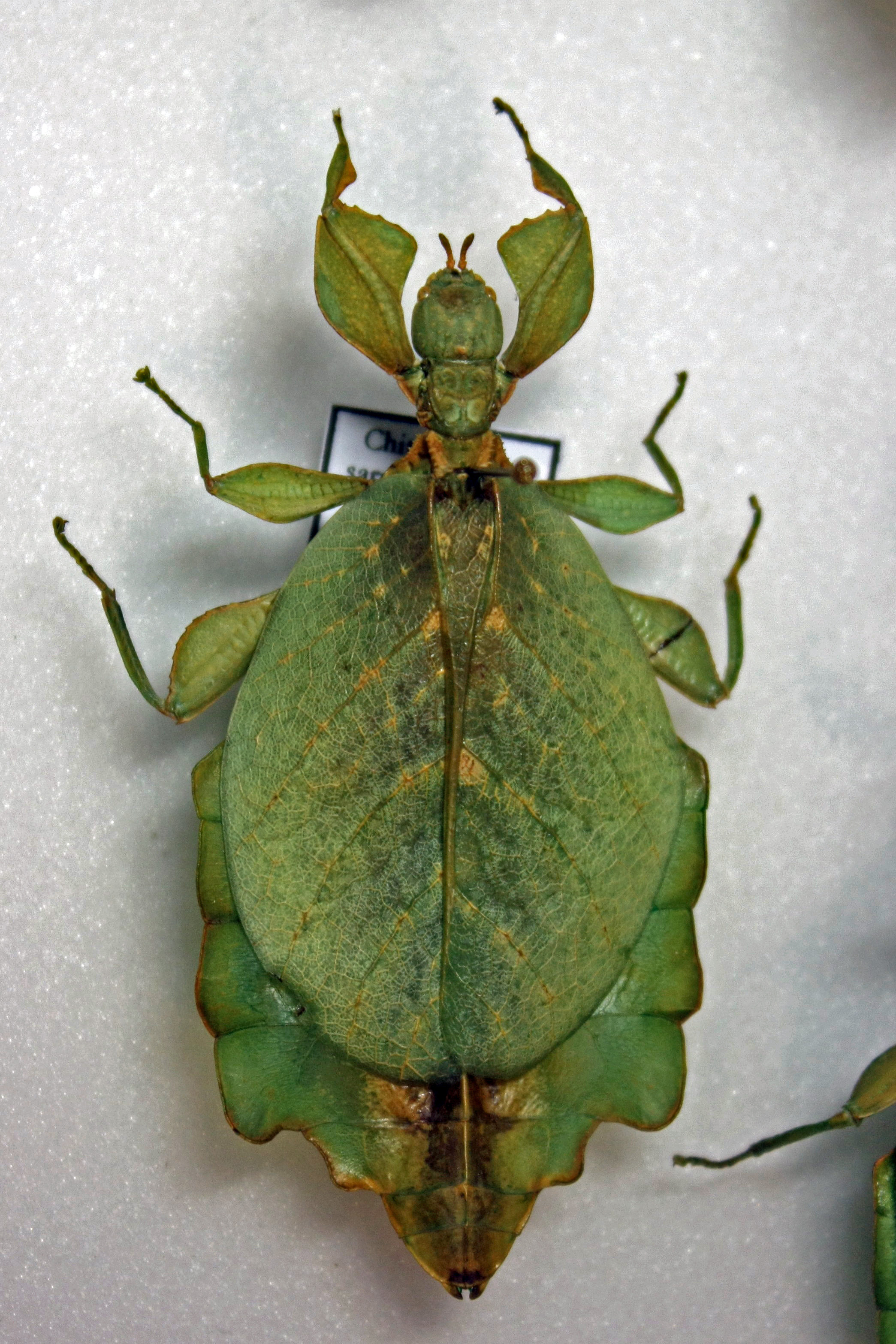
悄步葉䗛屬的Trolicaphyllium sarrameaense雌蟲

- 鎧葉䗛屬 Chitoniscus Stål, 1875
- 飾葉䗛屬 Comptaphyllium Cumming, Le Tirant & Hennemann, 2019
- 隱葉䗛屬 Cryptophyllium Cumming, Bank, Bresseel, Constant, Le Tirant, Dong, Sonet & Bradler, 2021[11]
- 微葉䗛屬 Microphyllium Zompro, 2001
- 葉䗛屬 Phyllium Illiger, 1798
- 擬微葉䗛屬 Pseudomicrophyllium Cumming, 2017
- 麗葉䗛屬 Pulchriphyllium Griffini, 1898
- 步葉䗛屬 Rakaphyllium Royce T. Cumming & Stéphane Le Tirant, 2022[10]
- 悄步葉䗛屬 Trolicaphyllium Cumming, Le Tirant & Büscher, 2021
- 待月葉䗛屬 Vaabonbonphyllium Royce T. Cumming & Stéphane Le Tirant, 2022[10]
- 舞葉䗛屬 Walaphyllium Cumming, Thurman, Youngdale & Le Tirant, 2020

## 外部連結
- Phasmid Study Group: Phylliidae （页面存档备份，存于）
- Leaf insect care sheet （页面存档备份，存于）
- Phasmida Species File （页面存档备份，存于）
- 维基共享资源上的相關多媒體資源：葉竹節蟲科